# لی شی هو
لی شی هو (کره‌ای: 이시후؛ زادهٔ ۶ دسامبر ۱۹۹۲) بازیگر و مدل اهل کره جنوبی است. او بیشتر به خاطر ایفای نقش در بازی دروغ و وکیل چوسان شناخته می‌شود.